# Euphorbia plumerioides
Euphorbia plumerioides es una especie fanerógama perteneciente a la familia de las euforbiáceas. Es endémica de Malasia hasta Fiyi.

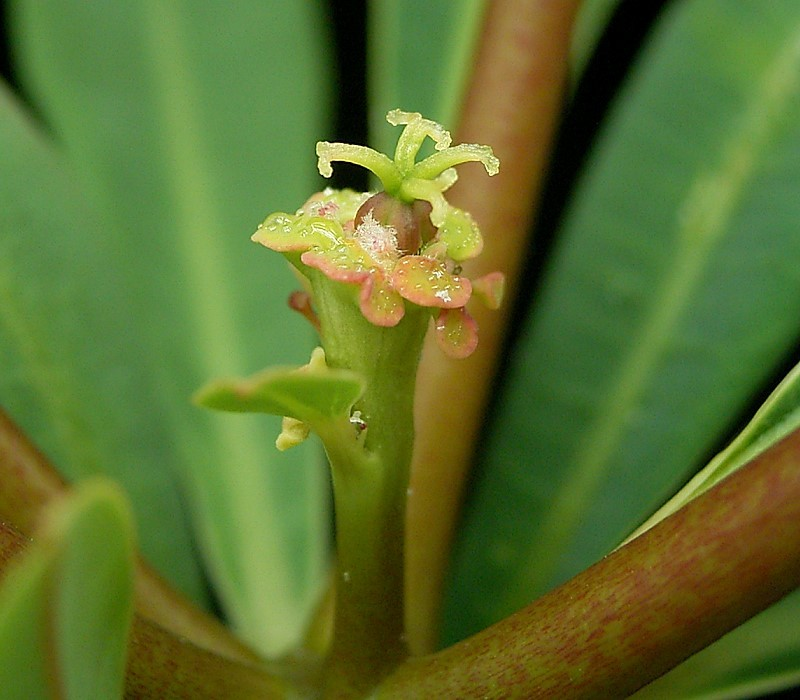
Detalle de la flor en forma de ciato

## Descripción
Es una planta suculenta ramificada con inflorescencias en ciatios.

## Taxonomía
Euphorbia plumerioides fue descrita por Teijsm. ex Hassk. y publicado en Hortus Bogoriensis Descriptus 29. 1858.
Etimología
Euphorbia: nombre genérico que deriva del médico griego del rey Juba II de Mauritania (52 a 50 a. C. - 23), Euphorbus, en su honor – o en alusión a su gran vientre –  ya que usaba médicamente Euphorbia resinifera. En 1753 Carlos Linneo asignó el nombre a todo el género.
plumerioides: epíteto latino que significa "como un plumero".
Sinonimia
- Euphorbia fidjiana Boiss. in A.P.de Candolle (1862).
- Euphorbia plumerioides var. homochroa Boiss. in A.P.de Candolle (1862).
- Euphorbia corynoclada F.Muell. (Apr. 1886).[4][5]